# John Abercrombie (musicista)
John Abercrombie (Port Chester, 16 dicembre 1944 – Cortland Manor, 22 agosto 2017) è stato un chitarrista statunitense.
John Abercrombie è stato un chitarrista musicalmente versatile ma strettamente ancorato alla tradizione jazz di cui ha esteso i confini seguendo il suo istinto di fine improvvisatore, creatore di ampie ed emozionanti melodie, ma anche di malinconiche, spigolose e argute composizioni.
A quattordici anni imbraccia la chitarra, studia i maestri del jazz e nel 1962 frequenta la Berklee School of Music di Boston. Nel 1967 si unisce all'organista Johnny "Hammond" Smith e, a New York, ai Brecker Brothers. Negli anni settanta arrivano le collaborazioni importanti: Chico Hamilton, Gil Evans, Gato Barbieri. Da leader registra il suo primo album Timeless e poi Gateway, con Dave Holland e Jack DeJohnette, duetta con il chitarrista Ralph Towner e con il gruppo di Kenny Wheeler.
Seguono prestigiose partecipazioni: Charles Lloyd, Enrico Rava, John Surman; alternate sino a oggi a lavori con il suo trio e quartetto, reso particolare dalla presenza del violinista Mark Feldman, come nei dischi Cat 'n' Mouse e Class Trip.

## Discografia

### Leader
| Anno | Titolo Album                                                      | Etichetta Discografica |
| 1974 | Timeless                                                          | ECM                    |
| 1974 | Works                                                             | ECM                    |
| 1975 | Gateway w/ Jack DeJohnette & Dave Holland                         | ECM                    |
| 1977 | Gateway 2                                                         | ECM                    |
| 1977 | Characters                                                        | ECM                    |
| 1978 | Arcade                                                            | ECM                    |
| 1979 | Straight Flight                                                   | JAM                    |
| 1979 | Abercrombie Quartet                                               | ECM                    |
| 1980 | M                                                                 | ECM                    |
| 1982 | Solar w/ John Scofield                                            | Palo Alto              |
| 1984 | Night                                                             | ECM                    |
| 1985 | Current Events                                                    | ECM                    |
| 1987 | Getting There                                                     | ECM                    |
| 1988 | John Abercrombie / Marc Johnson / Peter Erskine [live]            | ECM                    |
| 1989 | Animato                                                           | ECM                    |
| 1989 | Upon a Time an Album of Duets New                                 | Albion                 |
| 1992 | While We're Young                                                 | ECM                    |
| 1992 | John Abercrombie/Dan Wall/Adam Nussbaum                           | Ecm                    |
| 1992 | November                                                          | ECM                    |
| 1993 | Speak of the Devil                                                | ECM                    |
| 1994 | Nosmo King                                                        | Steeple Chase          |
| 1994 | Gateway: Homecoming                                               | ECM                    |
| 1994 | In the Moment (Gateway)                                           | ECM                    |
| 1996 | Tactics [live]                                                    | ECM                    |
| 1999 | Open Land                                                         | ECM                    |
| 2000 | The Hudson Project w/ Peter Erskine, John Patitucci & Bob Mintzer | Stretch                |
| 2001 | John Abercrombie, Marc Johnson & Peter Erskine                    | ECM                    |
| 2001 | Arcade                                                            | ECM                    |
| 2002 | Cat 'n' Mouse                                                     | ECM                    |
| 2004 | Class Trip                                                        | ECM                    |
| 2006 | Structures                                                        | Chesky Records         |
| 2007 | The Third Quartet                                                 | ECM                    |
| 2008 | Coincidence                                                       | Whaling City Sound     |
| 2008 | Topics                                                            | Challenge              |
| 2009 | Wait till you see her                                             | ECM                    |
| 2012 | Within a Song                                                     | ECM                    |
| 2013 | 39 steps                                                          | ECM                    |
| 2017 | Up and coming                                                     | ECM                    |

### Collaborazioni
| Anno | Artista Principale           | Titolo Album                      |
| 1968 | Johnny "Hammond" Smith       | Nasty                             |
| 1971 | Friends w/Marc Cohen         | Oblivion                          |
| 1971 | Gato Barbieri                | Gato                              |
| 1971 | Gato Barbieri                | Under Fire                        |
| 1971 | Barry Miles                  | White Heat                        |
| 1973 | Dave Liebman                 | Lookout Farm                      |
| 1973 | Enrico Rava                  | Quotation Marks                   |
| 1974 | Billy Cobham                 | Shabazz                           |
| 1974 | Horace Arnold                | Tales of the Exonerated Flea      |
| 1974 | Billy Cobham                 | Crosswinds                        |
| 1974 | Billy Cobham                 | Total Eclipse                     |
| 1974 | Jack DeJohnette              | Sorcery                           |
| 1974 | Gil Evans                    | Gil Evans' Orchestra Plays the... |
| 1974 | Dave Liebman                 | Drum Ode                          |
| 1974 | Clive Stevens                | Atmospheres                       |
| 1974 | Clive Stevens                | Voyage to Uranus                  |
| 1975 | Jack DeJohnette              | Cosmic Chicken                    |
| 1975 | Jack DeJohnette              | Works                             |
| 1975 | Charles Earland              | Odyssey                           |
| 1975 | David Liebman                | Sweet Hands                       |
| 1975 | Enrico Rava                  | Pilgrim and the Stars             |
| 1975 | Michal Urbaniak              | Fusion III                        |
| 1975 | Collin Walcott               | Cloud Dance                       |
| 1975 | Collin Walcott               | Works                             |
| 1976 | Enrico Rava                  | Pilgrim and the Stars             |
| 1976 | Jack DeJohnette              | Directions                        |
| 1976 | Ralph Towner                 | Sargasso Sea                      |
| 1976 | Jack DeJohnette's...         | Untitled                          |
| 1976 | Jack DeJohnette              | Pictures                          |
| 1976 | Barre Phillips               | Mountainscapes                    |
| 1976 | Enrico Rava                  | Plot                              |
| 1976 | Ralph Towner                 | Sargasso Sea                      |
| 1977 | Jack DeJohnette's...         | New Rags                          |
| 1977 | Johnny "Hammond" Smith       | Storm Warning                     |
| 1977 | Collin Walcott with Don...   | Grazing Dreams                    |
| 1978 | Jack DeJohnette              | New Directions                    |
| 1978 | Clint Houston                | Watership Down                    |
| 1978 | Terry Plumeri                | Ongoing                           |
| 1979 | Urszula Dudziak              | Future Talk                       |
| 1979 | Jack DeJohnette              | New Directions in Europe          |
| 1979 | Bobby Hutcherson             | Un Poco Loco                      |
| 1979 | George Mraz With John...     | Direct Flight                     |
| 1979 | Mike Nock                    | Climbing (check)                  |
| 1980 | McCoy Tyner                  | Four Times Four                   |
| 1980 | McCoy Tyner Quartet          | 4 X 4                             |
| 1981 | Ralph Towner                 | Five Years Later                  |
| 1982 | Goerge Marsh                 | Drum Strum 1750                   |
| 1984 | Andy LaVerne                 | Liquid Silver                     |
| 1984 | Don Thompson Quartet         | Beautiful Friendship              |
| 1986 | Don Tompson                  | Witchcraft                        |
| 1986 | Peter Erskine                | Transition                        |
| 1987 | Richie Beirach with John...  | Emerald City                      |
| 1987 | Tom Harrell                  | Visions                           |
| 1987 | Jeff Palmer/David Liebman... | Abracadabra                       |
| 1987 | Michel Petrucciani           | Michel Plays Petrucciani          |
| 1988 | Paul Bley                    | Live at Sweet Basil               |
| 1988 | Peter Erskine                | Motion Poet                       |
| 1988 | Henry Kaiser                 | Re-Marrying for Money             |
| 1988 | Henri Texier                 | Colonel Skopje                    |
| 1989 | Andy LaVerne & John...       | Natural Living                    |
| 1989 | John D'earth                 | One Bright Glance                 |
| 1989 | Danny Gottlieb               | Whirlwind                         |
| 1990 | Niels Lan Doky               | Friendship                        |
| 1990 | Danny Gottlieb               | Brooklyn Blues                    |
| 1990 | Jim Hall & Friends           | Live at Town Hall Vol. 2          |
| 1990 | Joe Lovano                   | Landmarks                         |
| 1990 | Charles Mingus               | Epitaph                           |
| 1990 | Bob Mintzer                  | Hymn                              |
| 1991 | Bob Brookmeyer               | Electricity                       |
| 1991 | Harvie Swartz                | Arrival                           |
| 1991 | Gust William Tsilis...       | Heritage                          |
| 1992 | Niels Lan Doky               | The Toronto Concert [live]        |
| 1992 | Dreams                       | Dreams                            |
| 1992 | Bruce Gertz                  | Third Eye                         |
| 1992 | Jeff Palmer                  | Ease on                           |
| 1992 | Johnny "Hammond" Smith       | Forever Taurus                    |
| 1992 | Hans Ulrik                   | Day After Day                     |
| 1993 | Vassar Clements              | Once in a While                   |
| 1993 | Tim Hagans                   | No Words                          |
| 1993 | Lonnie Smith/John...         | Afro Blue                         |
| 1994 | Bruce Ditmas                 | What If                           |
| 1994 | Bruce Gertz 5et              | Discovery Zone                    |
| 1994 | Jeff Palmer                  | Shades of the Pine                |
| 1994 | Jeff Palmer                  | Island Universe                   |
| 1994 | Lonnie Smith                 | Foxy Lady: A Tribute to Hendrix   |
| 1995 | Andy Laverne                 | Now It Can Be Played              |
| 1995 | Andy Laverne                 | Farewell                          |
| 1995 | Les Arbuckle                 | Bush Crew                         |
| 1995 | Base Line                    | Why Really                        |
| 1995 | Bruce Gertz                  | Blueprint                         |
| 1995 | Tom Harrell                  | Sail Away [Musidisc]              |
| 1995 | Jacek Kochan                 | Grey Angel                        |
| 1995 | Lonnie Smith Trio            | Purple Haze: A Tribute to Jimi... |
| 1996 | Baseline                     | Standards                         |
| 1996 | Marc Copland                 | Second Look                       |
| 1996 | Sigi Finkel                  | Sweet Sue                         |
| 1996 | Gateway                      | In the Moment                     |
| 1996 | Andy LaVerne                 | Where We Were                     |
| 1996 | Little Magic In A Noisy...   | Little Magic in a Noisy World     |
| 1997 | Baseline                     | Returns                           |
| 1998 | Franco Ambrosetti            | Light Breeze                      |
| 1998 | Ethel Ennis                  | If Women Ruled the World          |
| 1998 | Mark Soskin                  | Five Lands (Cinqueterre)          |
| 1999 | Gato Barbieri                | Best of the Early Years           |
| 1999 | Bruce Gertz                  | Red Handed                        |
| 1999 | Charles Lloyd                | Voice in the Night                |
| 1999 | Vince Mendoza & London...    | Epiphany                          |
| 1999 | Lars Moller Group            | Colours                           |
| 1999 | Brooke Sofferman             | Modesty's Odyssey                 |
| 2000 | Charles Lloyd                | Water Is Wide                     |
| 2000 | Lee Konitz                   | Sound of Surprise                 |
| 2000 | Rudy Linka                   | Live It Up                        |
| 2000 | Johnny "Hammond" Smith       | Soulful Blues                     |
| 2001 | Ed Byrne                     | Two Shades of Blue                |
| 2001 | Billy Cobham                 | Rudiments: The Billy Cobham...    |
| 2001 | Chuck Owen & The Jazz...     | Madcap                            |